# ترينيتي رودمان
ترينيتي رودمان (مواليد 20 مايو 2002) هي لاعبة كرة قدم أمريكية تلعب في مركز المهاجم في نادي واشنطن سبيريت.

## روابط خارجية
- ترينيتي رودمان على موقع قاعدة بيانات كرة القدم.إي يو (الإنجليزية)
- ترينيتي رودمان على موقع Soccerway.com (الإنجليزية)